# Ronco Briantino
Ronco Briantino là một đô thị ở tỉnh Monza và Brianza, vùng Lombardia của Italia, khoảng30 km về phía đông bắc của Milano. Tại thời điểm ngày 31 tháng 12 năm 2004, đô thị này có dân số 3.216 người và diện tích là 3,0 km².
Ronco Briantino giáp các đô thị: Merate, Robbiate, Osnago, Verderio Inferiore, Bernareggio, Carnate.